# سيريل رافاييل
سيريل رافاييل (بالفرنسية: Cyril Raffaelli)‏ هو مصمم رقص ولاعب كاراتيه وملاكم وممثل فرنسي، ولد في 1 أبريل 1974 بباريس في فرنسا.

## أعمال

### أفلام
- (2000) تاكسي 2
- (2001) قبلة التنين[3]
- (2007) موت قاسي 4[4][5][6]

## وصلات خارجية
- سيريل رافاييل على موقع IMDb (الإنجليزية)
- سيريل رافاييل على موقع ألو سيني (الفرنسية)
- سيريل رافاييل على موقع أول موفي (الإنجليزية)
- سيريل رافاييل على موقع قاعدة بيانات الأفلام السويدية (السويدية)
- سيريل رافاييل على موقع قاعدة بيانات الفيلم (الإنجليزية)
- سيريل رافاييل على موقع كينوبويسك (الروسية)